# Buon Natale - The Christmas Album
Buon Natale - The Christmas Album è il terzo album in studio del gruppo musicale italiano Il Volo, pubblicato sul mercato internazionale il 22 ottobre 2013 dalla Geffen Records e distribuito dalla Universal Music Group. L'album, prodotto da Tony Renis e Humberto Gatica, ha raggiunto la prima posizione della classifica statunitense Billboard Classical Albums.

## Descrizione
Dopo aver pubblicato nel 2011 l'EP Christmas Favorites, il gruppo torna con un album natalizio che ne rappresenta l'ampliamento. 
Il disco si compone di alcuni dei maggiori classici natalizi americani, oltre ai brani in latino Ave Maria e Panis Angelicus, al brano in tedesco Stille Nacht e al brano spagnolo Feliz Navidad, eseguito in duetto con Belinda, cantante pop messicana con cui il gruppo aveva già collaborato nell'album Más que amor. Nel disco è  inoltre presente un altro duetto, The Christmas Song con la cantante statunitense Pia Toscano.
Il 26 novembre viene pubblicata una versione speciale dell'album destinata al mercato italiano, che include in aggiunta le canzoni Bianco Natale e Astro del Ciel.
Negli Stati Uniti i due brani in italiano sono stati pubblicati nell'Ep Buon Natale: Live Solos & Italian Carols, distribuito in edizione limitata insieme all'album sul sito Interscope Records. Dell'Ep fanno parte anche tre esibizioni soliste registrate il 2 ottobre 2012 al Paramount Theater di Seattle, durante uno dei concerti de Il Volo Takes Flight Tour.

## Tracce

### Edizione internazionale
1. Ave Maria – 4:29 (Franz Schubert)
2. O Holy Night – 4:35 (Adolphe Adam, Placide Cappeau)
3. I'll Be Home for Christmas – 4:37 (Kim Gannon, Walter Kent)
4. Silent Night – 3:34 (Franz Xaver Gruber, Joseph Mohr)
5. Christmas Medley: Jingle Bell Rock/Let It Snow! Let It Snow! Let It Snow!/It's the Most Wonderful Time of the Year – 3:41 (Joe Beal, Jim Boothe, Sammy Cahn, Eddie Pola, Jule Styne, George Wylie)
6. White Christmas – 3:31 (Irving Berlin)
7. Santa Claus Is Coming to Town – 2:28 (J. Fred Coots, Haven Gillespie)
8. Mis Deseos/Feliz Navidad (feat. Belinda) – 4:26 (José Feliciano)
9. Panis Angelicus – 3:52 (San Tommaso d'Aquino, William Ross)
10. The Christmas Song (feat. Pia Toscano) – 4:21 (Mel Tormé, Robert Wells)
11. Rockin' Around the Christmas Tree – 2:21 (Johnny Marks)
12. Stille Nacht – 4:04 (Franz Xaver Gruber,  Joseph Mohr)
13. Notte Stellata (The Swan) – 3:52 (Tony Renis, Camille Saint-Saëns)

### Edizione italiana
1. Bianco Natale – 3:29 (testo: Filibello – musica: Irving Berlin)
2. Astro del Ciel – 3:31 (testo: Angelo Meli – musica: Franz Xaver Gruber)
3. Ave Maria – 4:27 (Franz Schubert)
4. O Holy Night – 4:34 (Adolphe Adam, Placide Cappeau)
5. I'll Be Home for Christmas – 4:37 (Kim Gannon, Walter Kent)
6. Christmas Medley: Jingle Bell Rock/Let It Snow! Let It Snow! Let It Snow!/It's the Most Wonderful Time of the Year – 3:35 (Joe Beal, Jim Boothe, Sammy Cahn, Eddie Pola, Jule Styne, George Wylie)
7. Santa Claus Is Coming to Town – 2:27 (J. Fred Coots, Haven Gillespie)
8. Mis Deseos/Feliz Navidad (feat. Belinda) – 4:25 (José Feliciano)
9. Panis Angelicus – 3:47 (San Tommaso d'Aquino, William Ross)
10. The Christmas Song (feat. Pia Toscano) – 4:20 (Mel Tormé, Robert Wells)
11. Rockin' Around the Christmas Tree – 2:18 (Johnny Marks)
12. White Christmas – 3:30 (Irving Berlin)
13. Silent Night – 3:30 (Franz Xaver Gruber, Joseph Mohr)
14. Stille Nacht – 4:02 (Franz Xaver Gruber,  Joseph Mohr)

### Buon Natale Bundle
Distribuito solo negli Stati Uniti, contiene la versione internazionale dell'album e l'EP Buon Natale: Live Solos & Italian Carols.
1. Memory (From the Broadway Musical Cats) - Performed by Ignazio Boschetto) (Andrew Lloyd Webber)
2. Where Do I Begin (Love Theme from Love Story) - Performed by Piero Barone) (testo: Carl Sigman – musica: Francis Lai)
3. Maria (From West Side Story - Performed by Gianluca Ginoble) (testo: Stephen Sondheim – musica: Leonard Bernstein)
4. Astro del Ciel – 3:31 (testo: Angelo Meli – musica: Franz Xaver Gruber)
5. Bianco Natale – 3:29 (testo: Filibello – musica: Irving Berlin)

## Formazione
- Piero Barone - tenore
- Ignazio Boschetto - tenore
- Gianluca Ginoble - baritono

## Classifiche

### Classifiche settimanali
| Classifica (2013)             | Posizione massima |
| ----------------------------- | ----------------- |
| Corea del Sud (international) | 33                |
| Stati Uniti                   | 39                |
| Stati Uniti (classical)       | 1                 |
| Stati Uniti (holiday)         | 1                 |
| Classifica (2015)             | Posizione massima |
| Italia                        | 20                |

### Classifiche di fine anno
| Classifica (2013)       | Posizione |
| ----------------------- | --------- |
| Stati Uniti (classical) | 26        |